# クエンティン・タランティーノ
クエンティン・ジェローム・タランティーノ（英: Quentin Jerome Tarantino、1963年3月27日 - ）は、アメリカ合衆国の映画監督、脚本家、俳優、映画プロデューサー。
1990年代前半、入り組んだプロットと犯罪と暴力の姿を描いた作品で一躍脚光を浴びた。アカデミー脚本賞とカンヌ国際映画祭パルム・ドールを受賞している。

## 経歴

### 幼年期 - 青年期
タランティーノはテネシー州ノックスビルで生まれた。母親は看護師のコニー・ザストゥーピル（旧姓マクヒュー/McHugh）、父親はニューヨーク・クイーンズ生まれの俳優であり音楽家でもあるトニー・タランティーノ。タランティーノの父はイタリア系アメリカ人、母親はアイルランド系アメリカ人でチェロキー族の血も引いていた。母親は僅か16歳で未婚のままタランティーノを生み、彼が生まれてから間もなく音楽家のカーティス・ザストゥーピル（Curtis Zastoupil）と結婚。以来、タランティーノは実父には一度も会った事がないという。母親も大の映画マニアで、一緒に映画を見て育つ。
1971年、タランティーノ一家はロサンゼルスのサウスベイ地区、エルセグンドに引っ越し、タランティーノはそこでホーソン・クリスチャン・スクール（Hawthorne Christian School）に通った。14歳の時、最初の脚本『ジ・アメージング・アドベンチャー・オブ・ミスター・リー』（The Amazing Adventures of Mr. Lee）を書く。16歳の時にハーバー・シティーのナーボン高校（Narbornne High School）を中退し、ジェームス・ベスト（James Best）劇団に加わり演技を学んだ。このときの経験は後の監督・脚本家・俳優人生において大きな意味を持つことになった。
22歳の時にマンハッタン・ビーチのビデオショップ「マンハッタン・ビーチ・ビデオ・アーカイブ」（Manhattan Beach Video Archives）の店員となり、ロジャー・エイヴァリーや客と様々な映画について語る日々を過ごす。1995年に同店が閉業した際には商品のビデオテープを買い取り、自宅に店内を再現している。
タランティーノは、ポッドキャスト番組「ザ・モメント」に出演した際、名声を博す以前、出世する夢を母親のコニーにこき下ろされたと明かした。母親はタランティーノに対して指で引用符を表すジェスチャーをしながら、彼の「取るに足りない作家人生」は終わったと言ったという。
「僕はね、『分かったよ、ご婦人。僕が有名な作家になっても、僕の出世では１ペニーも目にすることはない。あなたのための家もない。お母さんのためのバカンスもエルビスが乗るようなキャデラックもない。何ももらえないよ、そんなことを言ったからね』と話したんだ」とタランティーノは回想した。

### 映画への取り組み

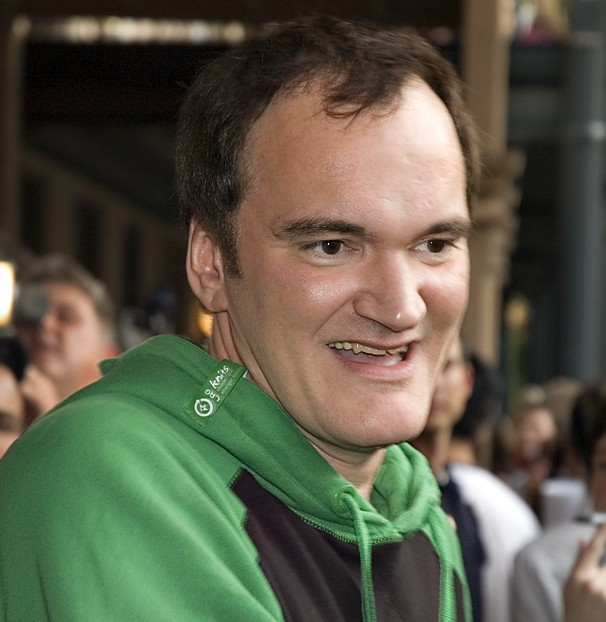
2007年のタランティーノ

ハリウッドのパーティでローレンス・ベンダーに出会い、脚本を書くように勧められる。タランティーノは1987年に『My Best Friend's Birthday』という作品を監督し、共同で脚本も書いている。この作品はラボでの編集中に火災で危うく失われるところであったが、この作品が後の『トゥルー・ロマンス』（トニー・スコット監督）の元ともなった。
タランティーノは『レザボア・ドッグス』で脚本家・映画監督としてデビューした。脚本が米映画俳優のハーヴェイ・カイテルに認められ、彼の出演だけでなくプロデュースも受けた本作は、カルト的ヒットを記録。第45回カンヌ国際映画祭にも特別招待作品として出品され、ゆうばり国際ファンタスティック映画祭では南俊子賞（批評家賞）を受賞、映画祭期間中には次回作『パルプ・フィクション』を執筆した。
世界的にも配給され、タランティーノはデビュー作にして注目されることとなるが、監督二作目『パルプ・フィクション』では早くも第47回カンヌ国際映画祭で最高賞にあたるパルム・ドールを始め、数々の賞に輝き、米アカデミー賞では脚本賞も受賞、新しい米映画の旗手として認知されるに至った。1997年に公開されたエルモア・レナード原作による監督三作目『ジャッキー・ブラウン』では、深みのある演出が評価され、主演のサミュエル・L・ジャクソンが第48回ベルリン国際映画祭で銀熊賞 (男優賞)を受賞した。
1998年には舞台『暗くなるまで待って』に俳優として出演。一時期沈黙したが、『キル・ビル Vol.1』『キル・ビル Vol.2』で復活した。2004年には第57回カンヌ国際映画祭の審査委員長を務め、『誰も知らない』の柳楽優弥に史上最年少の男優賞をもたらした。

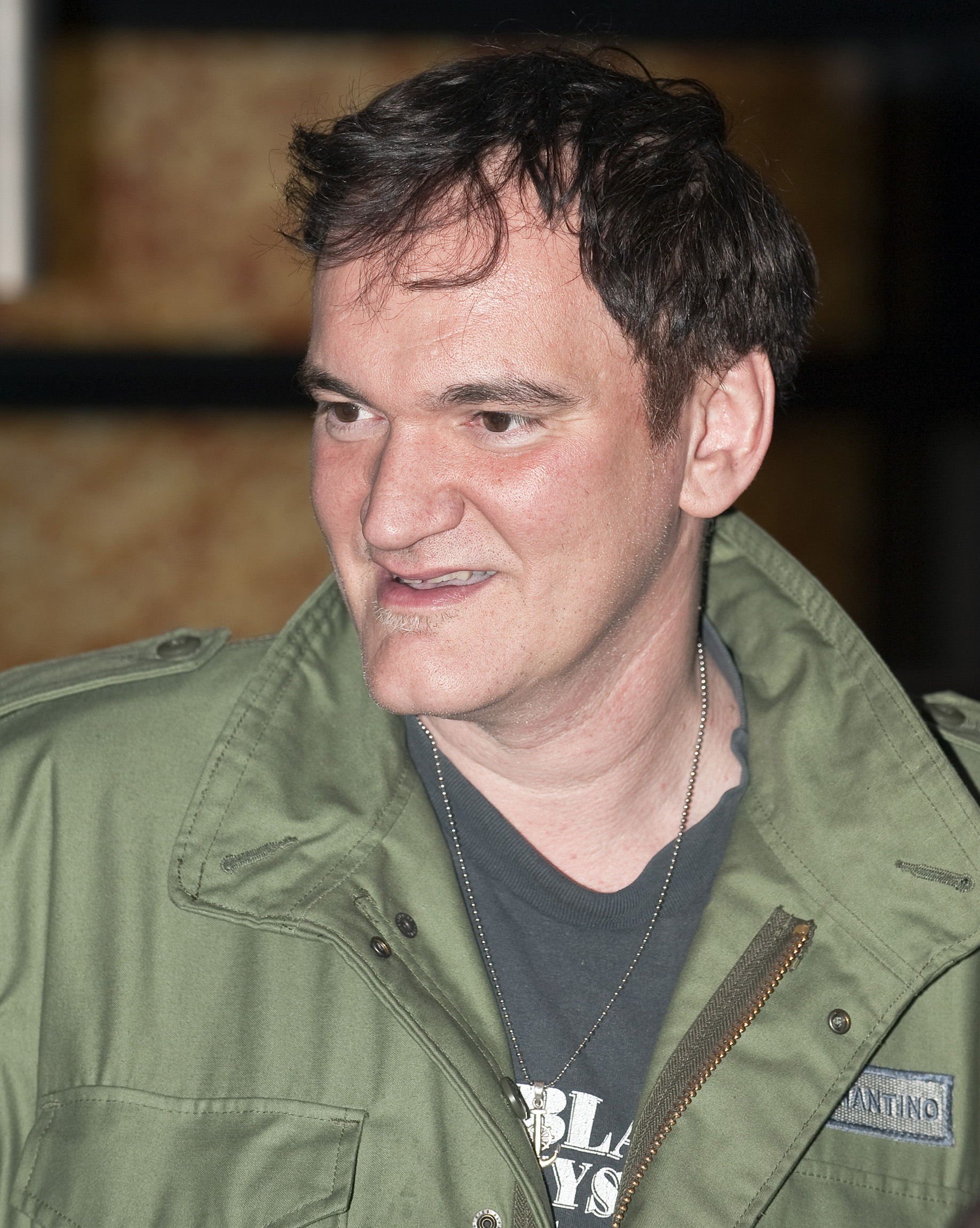
2009年のタランティーノ

2009年には、ブラッド・ピットを主演に迎え、第二次世界大戦中を舞台に、架空のナチス殺し部隊を描いた異色のサスペンス映画『イングロリアス・バスターズ』を発表。第62回カンヌ国際映画祭でお披露目され、ナチスの軍人を演じたクリストフ・ヴァルツが男優賞を受賞。第82回アカデミー賞では、8部門にノミネートされ、クリストフ・ヴァルツが助演男優賞を受賞した。
2010年には第68回ヴェネツィア国際映画祭の審査員長を務め、元恋人のソフィア・コッポラに金獅子賞を授与した。
2012年には、黒人奴隷が主役の西部劇『ジャンゴ 繋がれざる者』を発表。第85回アカデミー賞で、タランティーノが脚本賞、クリストフ・ヴァルツが助演男優賞を再び受賞した。

#### 新作『ヘイトフル・エイト』脚本流出問題と再スタート
2014年、最新作として『ヘイトフル・エイト』を制作するつもりで準備を進め同年の夏に撮影開始を予定していたが、同年1月に脱稿した脚本が何者かの手によって外部に流出。これをデジタルデバイスで読める形式にしたファイルがネット上に不法アップロード、そのリンクを米国ネット系メディア「ゴーカー・メディア」が一般に公開してしまうという負の連鎖が発生してしまった。その後、タランティーノは「ゴーカー・メディア」をロサンゼルス連邦地裁に告訴請求、一旦『ヘイトフル・エイト』の制作は白紙にし、2014年4月19日ロスアンゼルスでカート・ラッセル、ティム・ロス、サミュエル・L・ジャクソン、ブルース・ダーン、マイケル・マドセン等をキャストに招き、1200人の聴衆を集め、朗読会を開催した。その後、映画化に向けて脚本を書き直す意思を明らかにし、翌年に映画は公開。タランティーノが尊敬していた作曲家、エンニオ・モリコーネが作曲を担当し、モリコーネに初のアカデミー作曲賞をもたらした。
2019年、9本目の監督作品『ワンス・アポン・ア・タイム・イン・ハリウッド』では、1969年のハリウッドを舞台に、マンソン・ファミリーによるシャロン・テート殺害事件に焦点を当て、第72回カンヌ国際映画祭コンペティション部門でプレミアを迎えた。同作にはレオナルド・ディカプリオ、ブラッド・ピット、マーゴット・ロビーらが出演しており、第92回アカデミー賞ではブラッド・ピットに初のアカデミー助演男優賞をもたらした。また、第77回ゴールデングローブ賞では作品賞を含む3部門も受賞した。

### 映画監督引退について

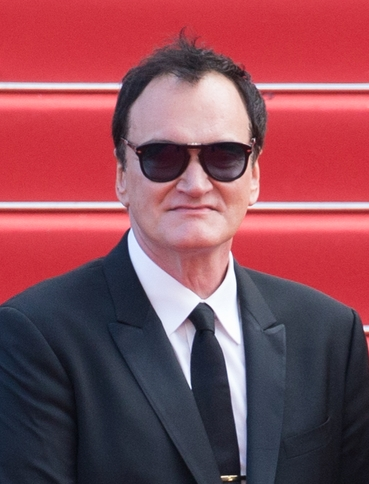
2019年のタランティーノ

かねてより、長編映画を十作撮って映画監督を引退すると公言している。2018年の情報では、監督第十作目は映画『スタートレック』になる見込み。
2023年秋より撮影開始の『The Movie Critic』(原題)が10作目で引退作となる見込みであったが、中止となった。

## 映画人として

### 作風
レンタルビデオショップ店員時代に、大量の映画に埋もれ働きながら脚本を書いた。この当時に培った映画の知識が、後の映画制作に役立っている。主にアジアを中心としたマニアックな映画・日本のアニメ・音楽に精通しておりシネフィルを自称している。
タランティーノの作風は、自身の映画趣味が随所に見受けられる。パロディ・オマージュ・引用のほか、千葉真一やパム・グリアなどタランティーノが熱狂的なファンである俳優を出演させている。グリア主演の『ジャッキー・ブラウン』を製作したが、原作者の作家であるエルモア・レナードを敬愛し、電話で会話した際には「イキがるわけじゃないけど、ぼくはあなたの小説を映画化するために、この世に生まれた男だと思っています」と伝えた。
日本のアニメにも造詣が深く、『攻殻機動隊』（映画『GHOST IN THE SHELL / 攻殻機動隊』（1995年）・テレビアニメ『攻殻機動隊 STAND ALONE COMPLEX』（2002年））や『BLOOD THE LAST VAMPIRE』（2000年）がお気に入り。『キル・ビル』ではこの２作品を手がけたアニメ制作会社「プロダクション・アイジー」に直談判のため、同社を自らアポなしで訪れてアニメパートの制作を依頼している。
「意味のない話」を延々と続ける演出が特徴で、2007年の『デス・プルーフ in グラインドハウス』では、それがストーリーの半分を占めている。
インタビューで「現実とは関わりのないポストモダンで自己言及的、他からの引用にあふれたアートを作っており、一種のフォルマリズム的ゲームをしているだけなのでは」という指摘に対して、関心はつねに「ドラマとして魅力的な物語を語る」ことにあると答えている。
徹底したアナログ主義で、CGに関しては「他人のCG映画は嫌いじゃないが自分の映画では使いたくない」と公言している。ただし、盟友のロバート・ロドリゲスが手がけた『シン・シティ』の一部シーンを監督した際には、「CGの利点も知ってほしい」というロドリゲスの意図を汲み、初めてのCG合成の演出に臨んでいる。

### 影響を受けた俳優・監督・作品
日本映画の造詣が深く影響を受けている。脚本を担当した映画『トゥルー・ロマンス』では主人公にタランティーノ自身を投影させており、サブカルチャー・ショップの店員である主人公は「Sonny Chiba （千葉真一）の熱狂的ファンで、『激突! 殺人拳』をガールフレンドと映画館で観賞し、部屋に『カミカゼ野郎 真昼の決斗』と『東京-ソウル-バンコック 実録麻薬地帯』のポスターがそれぞれ貼ってある」という設定である。『パルプ・フィクション』では、ブルース・ウィリスに日本刀での殺陣を行わせた。
三隅研次や鈴木清順、塚本晋也のファンで、特に三隅が監督し勝新太郎が主演した『座頭市』シリーズや若山富三郎主演『子連れ狼』シリーズのファンであり、とりわけ『キル・ビル』のチャンバラシーンは勝が制作し三隅が監督した若山主演の『子連れ狼 三途の川の乳母車』のオマージュである。『パルプ・フィクション』日本公開の際に来日し、同作の公開イベントで尊敬する勝と対面し、勝と話したり、勝の行きつけの店で食事をした。

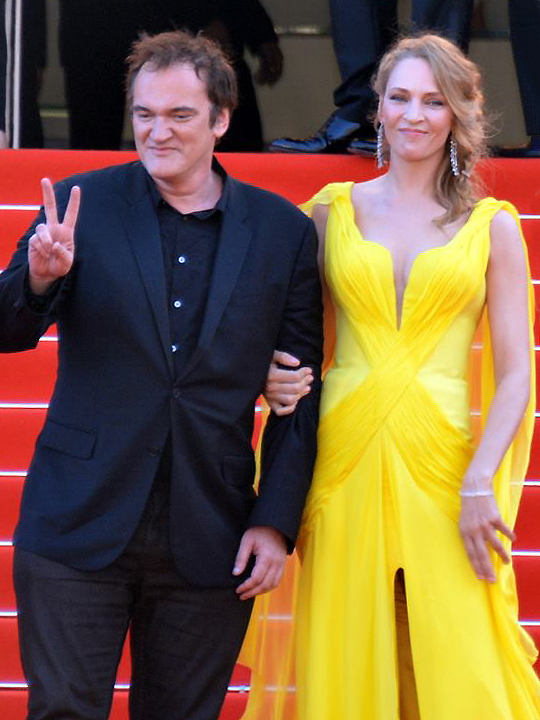
キル・ビルで起用した女優ユマ・サーマンと

『キル・ビル Vol.1』は深作欣二へ捧げられており。初めて会った深作にサインを求めたのが『ガンマー第3号 宇宙大作戦』のLDであり、深作がアメリカのタランティーノの自宅に訪れた際は、タランティーノが所有している深作作品である『柳生一族の陰謀』の35mmフィルムをシアタールームで鑑賞したという。同作『キル・ビル Vol.1』では自身がファンである『影の軍団シリーズ』に出演していた大葉健二を起用。ファンである日本人映画監督が石井輝男・石井聰亙・石井隆・石井克人ということから、敵のヤクザの名前を「イシイ」としたりなど、タランティーノの嗜好を垣間見ることができる。また日本で舞台挨拶をする条件に「梶芽衣子と2人で会える時間を設ける」ことを要求していた。配給会社は梶の承諾を取らずにこの条件を飲んでしまい、ドラマ『あなたの隣に誰かいる』の撮影中だった梶は無許可で承諾したことに怒って断るが、同ドラマプロデューサーの鈴木吉弘がタランティーノのファンだったため、スケジュールを調整し対面が実現した。
『レザボア・ドッグス』は深作の『仁義なき戦い』の影響を受けている作品であり、日本語吹き替えビデオには『仁義なき男たち』がつけられ、深作の推薦コメントも寄せられた。また香港映画『男たちの挽歌』や『友は風の彼方に』や、アル・パチーノ主演の『スカーフェイス』、ロバート・デニーロ主演の『グッドフェローズ』の影響も受けている。
クリント・イーストウッド主演の『荒野の用心棒』や『続・夕陽のガンマン 地獄の決斗』などのマカロニ・ウェスタンで知られる、イタリア映画のセルジオ・レオーネ監督を尊敬しており、2014年のカンヌ国際映画祭で『荒野の用心棒』が35mmフィルム上映されたことを絶賛し、「『荒野の用心棒』は世界初のPV（プロモーションビデオ）映画。エンニオ・モリコーネの音楽を優先に撮影編集した画期的な作品」「アクション映画の革命」と評し、『続・夕陽のガンマン　地獄の決斗』のフィルムを所有し年に一度は親しいスタッフや家族、友人たちとスクリーンで鑑賞していると発言、また同映画祭でフィルムへの愛着を語り「パリの名画座でゴダールの勝手にしやがれや気狂いピエロをプリントで見れたら最高！」という発言をしている。マカロニの原点であるジョン・ウェイン主演の『リオ・ブラボー』を絶賛。
北野武作品のファンであり、北野もタランティーノのファンであることから、仁義なき戦いや、ジム・ジャームッシュの名と共に、インタビュー本で北野はタラの名を出した。
フランコ・ネロ主演『続・荒野の用心棒』などのマカロニ・ウェスタンやホラー作品『ビヨンド』などのルチオ・フルチ作品、地獄のバスターズ』などのエンツォ・G・カステラーリ作品等のB級イタリア映画やジミー・ウォング作品等のショウ・ブラザーズ制作の香港映画などと共に、前述の三隅作品や深作映画などをグラインドハウスで多く鑑賞し、ブリットやフレンチコネクション、バニシングポイント、バニシングインターボ、ダーティメリークレイジーラリーなどのカーチェイス映画、トビー・フーパーの悪魔のいけにえやジョン・カーペンターのハロウィンなどのB級スラッシャーホラーなどに多大な影響を受けた。
ロベール・アンリコ監督によるフランスの反戦映画の名作『追想 (1975年の映画)』のファンであり、町山智浩に『イングロリアス・バスターズ』のインタビューで同作品への『追想』の影響を指摘された際には喜びを現にした。またリチャード・フライシャーが手掛けた南部アメリカ時代の黒人差別をリアルに描いた異色の歴史大作『マンディンゴ』も絶賛している。
ジャン＝ポール・ベルモンド主演『いぬ』やアラン・ドロン主演『サムライ』などの犯罪サスペンスの監督で、フランスのヌーヴェルヴァーグに影響を与えた、ジャン＝ピエール・メルヴィル作品の大ファンである。
『ワイルドバンチ』やゲッタウェイ、戦争のはらわたを始めとするサム・ペキンパー作品のファンであり、また『ワイルドバンチ』のメインキャストであるロバート・ライアンが主演したロバート・ワイズ監督のフィルム・ノワール『罠』も絶賛しており、特に『パルプ・フィクション』のブルース・ウィリス演じる八百長試合を拒否するボクサーのエピソードに絶大な影響を受けた。ワイルドバンチと共に、ロバート・アルドリッチのリー・マーヴィン主演戦争アクション特攻大作戦、犯罪ものウォルター・マッソー駿サブウェイ・パニック、スターリング・ヘイドン主演現金に体を張れ、アスファルト・ジャングル（ジョン・ヒューストン監督）の影響を受けている。
町山智浩の『映画秘宝』（双葉社）の連載「男の子映画道場」によればチャールズ・ブロンソン主演『狼の挽歌』『マジェスティック』ドン・シーゲル『ダーティハリー』『突破口!』ジョン・フリン『組織』『ローリング・サンダー』セルジオ・ソリーマ『非情の標的』等も絶賛し、影響を受けたという。柳下毅一郎も『脱出』（ジョン・ブアマン）、『悪魔のシスター』、『デイジー・ミラー』（ピーター・ボグダノビッチ）、『パラダイス・アレイ』、『アルカトラズからの脱出』、『ハードコアの夜』に、両親に連れられてジョン・G・アビルドセンの『ジョー』とカール・ライナーの『パパはどこ？』の二本立てを見たことや、ポール・ニューマン主演の『明日に向って撃て!』のラストの意味がわからなかったからタランティーノは母親に訊ねたこと、母のデート相手のレジーと1972年、9歳のとき土曜の夜、ジム・ブラウンの『ブラック・ガン』をみた幼少時の思い出、「「ブライアン・デ・パルマ」」評やウォルター・ヒルやジョン・フリンへの熱い賛辞を紹介した。
初代『ゴジラ』などを監督した、日本の東宝の怪獣映画の巨匠本多猪四郎監督のファンであり、来日した際のインタビューで特に『ガス人間第一号』と『フランケンシュタインの怪獣 サンダ対ガイラ』が好きと発言。本多の手掛けたゴジラ作品で、お気に入りは『怪獣総進撃』である。本多以外のゴジラ作品でお気に入りは公害怪獣ヘドラと戦った『ゴジラ対ヘドラ』であり、眞鍋理一郎のサイケな音楽も気に入っている。松竹のSFホラー、怪奇特撮映画の『吸血鬼ゴケミドロ』も好きな作品である。
増村保造作品のファンであり、特に江戸川乱歩原作の船越英二主演『盲獣』のファン。
三池崇史のファンであり、映画『キル・ビル』に三池作品に出演したキャストを参加させた。自らも三池の映画『スキヤキ・ウエスタン ジャンゴ』に伝説のガンマン役で出演している。
映画監督エド・ウッドのファンである。また、現役の監督で初めて夢中になった監督はブライアン・デ・パルマである。
タランティーノは千葉や深作、梶、石井、三隅研次、ジョン・ウーを絶賛している日本の映画雑誌『映画秘宝』に寄稿している町山智浩や高橋ヨシキらとも親しい。

### タランティーノのファンなど
前述の通り日本の映画雑誌『映画秘宝』の町山智浩や高橋ヨシキらとも親しく、また彼らはタランティーノの大ファンである。
映画評論家としても活動している、コラムニスト・小説家の小林信彦は、『週刊文春』（文藝春秋）に発表した自身の「映画ベスト200（外国映画100と日本映画100）」にタランティーノの監督作品『パルプ・フィクション』を入れている。

### 製作会社
彼の映画製作会社「A Band Apart」は彼自身の映画を製作するほか、長年埋もれていた中国のB級アクション映画を米国内で配給するなどしている。この社名は彼の偏愛するジャン＝リュック・ゴダール監督による1964年の映画『はなればなれに』（原題: Bande à part）にちなんでいる。

## 作品

### 監督

#### 長編映画
| 年   | 題名                                                                       | 監督以外の役職 | 監督以外の役職 | 監督以外の役職 | 監督以外の役職 | 監督以外の役職 | 備考                                     |
| 年   | 題名                                                                       | 脚本           | 製作           | 出演           | 撮影           | ナレーター     | 備考                                     |
| ---- | -------------------------------------------------------------------------- | -------------- | -------------- | -------------- | -------------- | -------------- | ---------------------------------------- |
| 1992 | レザボア・ドッグス Reservoir Dogs                                          | Yes            | No             | Yes            | No             | No             | 役名：ミスター・ブラウン                 |
| 1994 | パルプ・フィクション Pulp Fiction                                          | Yes            | No             | Yes            | No             | No             | 役名：ジミー                             |
| 1997 | ジャッキー・ブラウン Jackie Brown                                          | Yes            | No             | Yes            | No             | No             | 役名：留守番電話の声                     |
| 2003 | キル・ビル Vol.1 Kill Bill: Vol. 1                                         | Yes            | No             | Yes            | No             | No             | 役名：クレイジー88のメンバー             |
| 2004 | キル・ビル Vol.2 Kill Bill: Vol. 2                                         | Yes            | No             | No             | No             | No             |                                          |
| 2007 | デス・プルーフ in グラインドハウス Death Proof                             | Yes            | No             | Yes            | Yes            | No             | 役名: ウォーレン                         |
| 2009 | イングロリアス・バスターズ Inglourious Basterds                            | Yes            | No             | Yes            | No             | No             | 役名：ドイツ軍兵士/アメリカ軍兵士        |
| 2012 | ジャンゴ 繋がれざる者 Django Unchained                                     | Yes            | No             | Yes            | No             | No             | 役名：フランキー                         |
| 2015 | ヘイトフル・エイト The Hateful Eight                                       | Yes            | No             | No             | No             | Yes            |                                          |
| 2019 | ワンス・アポン・ア・タイム・イン・ハリウッド Once Upon a Time in Hollywood | Yes            | Yes            | Yes            | No             | No             | 役名：レッド・アップルのCM監督（声のみ） |

#### その他
| 年   | 題名                                                         | 監督以外の役職 | 監督以外の役職 | 監督以外の役職 | 備考                                                               |
| 年   | 題名                                                         | 脚本           | 製作           | 出演           | 備考                                                               |
| ---- | ------------------------------------------------------------ | -------------- | -------------- | -------------- | ------------------------------------------------------------------ |
| 1987 | マイ・ベスト・フレンズ・バースデー My Best Friend's Birthday | Yes            | Yes            | Yes            | 自主制作だが未完成 役名：Clarence Poole                            |
| 1995 | フォー・ルームス Four Rooms                                  | Yes            | Yes            | Yes            | 第4話「ハリウッドから来た男」を監督 役名：チェスター・ラッシュ     |
| 1995 | ER緊急救命室 シーズン1 ER                                    | No             | No             | No             | テレビドラマ 第24話「母親」を監督                                  |
| 2005 | CSI:科学捜査班 シーズン5 CSI: Crime Scene Investigation      | No             | No             | No             | テレビドラマ 第24・25話「CSI"12時間"の死闘（前後編）」を原案・監督 |
| 2005 | シン・シティ Sin City                                        | No             | No             | No             | スペシャルゲスト監督                                               |

### 脚本
- ミッドナイト25時/殺しの訪問者 Past Midnight （1991年）書き直し、クレジットなし
- トゥルー・ロマンス True Romance （1993年）
- ナチュラル・ボーン・キラーズ Natural Born Killers （1994年）原案
- フロム・ダスク・ティル・ドーン From Dusk Till Dawn （1996年）
- クリムゾン・タイド Crimson Tide （1995年）書き直し、クレジットなし
- ザ・ロック The Rock （1996年）書き直し、クレジットなし
- フェティッシュ Curdled （1996年）

### 出演
- スリープ・ウィズ・ミー Sleep With Me （1994年）
- サムバディ・トゥ・ラブ Somebody to Love （1994年）
- ジョニー・デスティニー Destiny Turns on the Radio （1995年）
- デスペラード Desperado （1995年）
- フロム・ダスク・ティル・ドーン From Dusk Till Dawn （1996年）
- ガール6 Girl 6 （1996年）
- スティーブン・スピルバーグのディレクターズチェア Steven Spielberg's Director's Chair （1996年）PCゲーム
- リトル★ニッキー Little Nicky （2000年）
- エイリアス Alias （2002年）
- バッドアス・シネマ BaadAsssss Cinema （2002年）ドキュメンタリー
- Z Channel: A Magnificent Obsession （2004年）ドキュメンタリー
- マペットのオズの魔法使い The Muppets' Wizard of Oz （2005年）
- プラネット・テラー in グラインドハウス Planet Terror （2007年）
- スキヤキ・ウエスタン ジャンゴ Sukiyaki Western: Django （2007年）
- ダイアリー・オブ・ザ・デッド Diary of the Dead （2008年）
- マイ・ファニー・レディ She's Funny That Way （2014年）

### 製作
- Past Midnight （1992年）
- キリング・ゾーイ Killing Zoe （1994年）製作総指揮
- フロム・ダスク・ティル・ドーン From Dusk Till Dawn （1996年）製作総指揮
- フェティッシュ Curdled （1996年）製作総指揮
- God Said, 'Ha!' （1998年）
- フロム・ダスク・ティル・ドーン2 From Dusk Till Dawn 2: Texas Blood Money （1999年）製作総指揮
- フロム・ダスク・ティル・ドーン3 From Dusk Till Dawn 3: The Hangman's Daughter （2000年）製作総指揮
- Daltry Calhoun （2005年）
- Freedom's Fury （2005年）
- ホステル hostel （2005年）製作総指揮
- ホステル2 Hostel: Part II （2007年）製作総指揮
- ヘルライド Hell Ride （2008年）製作総指揮
- キルショット Killshot （2009年）
- マチェーテ Machete （2010年）

## 受賞歴
| 賞                                   | 年     | 部門                                | 作品                                             | 結果       |
| ------------------------------------ | ------ | ----------------------------------- | ------------------------------------------------ | ---------- |
| シッチェス・カタロニア国際映画祭     | 1992年 | 監督賞                              | 『レザボア・ドッグス』                           | 受賞       |
| トロント国際映画祭                   | 1992年 | 国際映画批評家連盟賞                | 『レザボア・ドッグス』                           | 受賞       |
| ストックホルム国際映画祭             | 1992年 | グランプリ                          | 『レザボア・ドッグス』                           | 受賞       |
| ストックホルム国際映画祭             | 1994年 | グランプリ                          | 『パルプ・フィクション』                         | 受賞       |
| ニューヨーク映画批評家協会賞         | 1992年 | 新人監督賞                          | 『レザボア・ドッグス』                           | 次点       |
| ニューヨーク映画批評家協会賞         | 1994年 | 作品賞                              | 『パルプ・フィクション』                         | 次点       |
| ニューヨーク映画批評家協会賞         | 1994年 | 監督賞                              | 『パルプ・フィクション』                         | 受賞       |
| ニューヨーク映画批評家協会賞         | 1994年 | 脚本賞                              | 『パルプ・フィクション』                         | 受賞       |
| ニューヨーク映画批評家協会賞         | 2009年 | 作品賞                              | 『イングロリアス・バスターズ』                   | 3位        |
| ニューヨーク映画批評家協会賞         | 2009年 | 脚本賞                              | 『イングロリアス・バスターズ』                   | 3位        |
| ニューヨーク映画批評家協会賞         | 2019年 | 脚本賞                              | 『ワンス・アポン・ア・タイム・イン・ハリウッド』 | 受賞       |
| カンヌ国際映画祭                     | 1994年 | パルム・ドール                      | 『パルプ・フィクション』                         | 受賞       |
| アカデミー賞                         | 1994年 | 作品賞                              | 『パルプ・フィクション』                         | ノミネート |
| アカデミー賞                         | 1994年 | 監督賞                              | 『パルプ・フィクション』                         | ノミネート |
| アカデミー賞                         | 1994年 | 脚本賞                              | 『パルプ・フィクション』                         | 受賞       |
| アカデミー賞                         | 2009年 | 作品賞                              | 『イングロリアス・バスターズ』                   | ノミネート |
| アカデミー賞                         | 2009年 | 監督賞                              | 『イングロリアス・バスターズ』                   | ノミネート |
| アカデミー賞                         | 2009年 | 脚本賞                              | 『イングロリアス・バスターズ』                   | ノミネート |
| アカデミー賞                         | 2012年 | 作品賞                              | 『ジャンゴ 繋がれざる者』                        | ノミネート |
| アカデミー賞                         | 2012年 | 脚本賞                              | 『ジャンゴ 繋がれざる者』                        | 受賞       |
| アカデミー賞                         | 2019年 | 作品賞                              | 『ワンス・アポン・ア・タイム・イン・ハリウッド』 | ノミネート |
| アカデミー賞                         | 2019年 | 監督賞                              | 『ワンス・アポン・ア・タイム・イン・ハリウッド』 | ノミネート |
| アカデミー賞                         | 2019年 | 脚本賞                              | 『ワンス・アポン・ア・タイム・イン・ハリウッド』 | ノミネート |
| ゴールデングローブ賞                 | 1994年 | 作品賞 (ドラマ部門)                 | 『パルプ・フィクション』                         | ノミネート |
| ゴールデングローブ賞                 | 1994年 | 監督賞                              | 『パルプ・フィクション』                         | ノミネート |
| ゴールデングローブ賞                 | 1994年 | 脚本賞                              | 『パルプ・フィクション』                         | 受賞       |
| ゴールデングローブ賞                 | 2009年 | 作品賞 (ドラマ部門)                 | 『イングロリアス・バスターズ』                   | ノミネート |
| ゴールデングローブ賞                 | 2009年 | 監督賞                              | 『イングロリアス・バスターズ』                   | ノミネート |
| ゴールデングローブ賞                 | 2009年 | 脚本賞                              | 『イングロリアス・バスターズ』                   | ノミネート |
| ゴールデングローブ賞                 | 2012年 | 作品賞 (ドラマ部門)                 | 『ジャンゴ 繋がれざる者』                        | ノミネート |
| ゴールデングローブ賞                 | 2012年 | 監督賞                              | 『ジャンゴ 繋がれざる者』                        | ノミネート |
| ゴールデングローブ賞                 | 2012年 | 脚本賞                              | 『ジャンゴ 繋がれざる者』                        | 受賞       |
| ゴールデングローブ賞                 | 2015年 | 脚本賞                              | 『ヘイトフル・エイト』                           | ノミネート |
| ゴールデングローブ賞                 | 2019年 | 作品賞 (ミュージカル・コメディ部門) | 『ワンス・アポン・ア・タイム・イン・ハリウッド』 | 受賞       |
| ゴールデングローブ賞                 | 2019年 | 監督賞                              | 『ワンス・アポン・ア・タイム・イン・ハリウッド』 | ノミネート |
| ゴールデングローブ賞                 | 2019年 | 脚本賞                              | 『ワンス・アポン・ア・タイム・イン・ハリウッド』 | 受賞       |
| 英国アカデミー賞                     | 1994年 | 作品賞                              | 『パルプ・フィクション』                         | ノミネート |
| 英国アカデミー賞                     | 1994年 | 監督賞                              | 『パルプ・フィクション』                         | ノミネート |
| 英国アカデミー賞                     | 1994年 | オリジナル脚本賞                    | 『パルプ・フィクション』                         | 受賞       |
| 英国アカデミー賞                     | 2009年 | 監督賞                              | 『イングロリアス・バスターズ』                   | ノミネート |
| 英国アカデミー賞                     | 2009年 | オリジナル脚本賞                    | 『イングロリアス・バスターズ』                   | ノミネート |
| 英国アカデミー賞                     | 2012年 | 監督賞                              | 『ジャンゴ 繋がれざる者』                        | ノミネート |
| 英国アカデミー賞                     | 2012年 | オリジナル脚本賞                    | 『ジャンゴ 繋がれざる者』                        | 受賞       |
| 英国アカデミー賞                     | 2015年 | オリジナル脚本賞                    | 『ヘイトフル・エイト』                           | ノミネート |
| 英国アカデミー賞                     | 2019年 | 作品賞                              | 『ワンス・アポン・ア・タイム・イン・ハリウッド』 | ノミネート |
| 英国アカデミー賞                     | 2019年 | 監督賞                              | 『ワンス・アポン・ア・タイム・イン・ハリウッド』 | ノミネート |
| 英国アカデミー賞                     | 2019年 | オリジナル脚本賞                    | 『ワンス・アポン・ア・タイム・イン・ハリウッド』 | ノミネート |
| 全米監督協会賞                       | 1994年 | 長編映画監督賞                      | 『パルプ・フィクション』                         | ノミネート |
| 全米監督協会賞                       | 2009年 | 長編映画監督賞                      | 『イングロリアス・バスターズ』                   | ノミネート |
| 全米監督協会賞                       | 2019年 | 長編映画監督賞                      | 『ワンス・アポン・ア・タイム・イン・ハリウッド』 | ノミネート |
| 全米映画批評家協会賞                 | 1994年 | 作品賞                              | 『パルプ・フィクション』                         | 受賞       |
| 全米映画批評家協会賞                 | 1994年 | 監督賞                              | 『パルプ・フィクション』                         | 受賞       |
| 全米映画批評家協会賞                 | 1994年 | 脚本賞                              | 『パルプ・フィクション』                         | 受賞       |
| 全米映画批評家協会賞                 | 2009年 | 作品賞                              | 『イングロリアス・バスターズ』                   | 3位        |
| 全米映画批評家協会賞                 | 2009年 | 脚本賞                              | 『イングロリアス・バスターズ』                   | 3位        |
| 全米映画批評家協会賞                 | 2019年 | 作品賞                              | 『ワンス・アポン・ア・タイム・イン・ハリウッド』 | 3位        |
| 全米映画批評家協会賞                 | 2019年 | 監督賞                              | 『ワンス・アポン・ア・タイム・イン・ハリウッド』 | 2位        |
| ロサンゼルス映画批評家協会賞         | 1994年 | 作品賞                              | 『パルプ・フィクション』                         | 受賞       |
| ロサンゼルス映画批評家協会賞         | 1994年 | 監督賞                              | 『パルプ・フィクション』                         | 受賞       |
| ロサンゼルス映画批評家協会賞         | 1994年 | 脚本賞                              | 『パルプ・フィクション』                         | 受賞       |
| クリティクス・チョイス・アワード     | 2009年 | オリジナル脚本賞                    | 『イングロリアス・バスターズ』                   | 受賞       |
| クリティクス・チョイス・アワード     | 2012年 | オリジナル脚本賞                    | 『ジャンゴ 繋がれざる者』                        | 受賞       |
| クリティクス・チョイス・アワード     | 2019年 | 作品賞                              | 『ワンス・アポン・ア・タイム・イン・ハリウッド』 | 受賞       |
| クリティクス・チョイス・アワード     | 2019年 | オリジナル脚本賞                    | 『ワンス・アポン・ア・タイム・イン・ハリウッド』 | 受賞       |
| ボストン映画批評家協会賞             | 1994年 | 作品賞                              | 『パルプ・フィクション』                         | 受賞       |
| ボストン映画批評家協会賞             | 1994年 | 監督賞                              | 『パルプ・フィクション』                         | 受賞       |
| ボストン映画批評家協会賞             | 1994年 | 脚本賞                              | 『パルプ・フィクション』                         | 受賞       |
| ボストン映画批評家協会賞             | 2019年 | 脚本賞                              | 『ワンス・アポン・ア・タイム・イン・ハリウッド』 | 受賞       |
| シカゴ映画批評家協会賞               | 1994年 | 監督賞                              | 『パルプ・フィクション』                         | 受賞       |
| シカゴ映画批評家協会賞               | 1994年 | 脚本賞                              | 『パルプ・フィクション』                         | 受賞       |
| カンザスシティ映画批評家協会賞       | 1994年 | 作品賞                              | 『パルプ・フィクション』                         | 受賞       |
| カンザスシティ映画批評家協会賞       | 1994年 | 監督賞                              | 『パルプ・フィクション』                         | 受賞       |
| カンザスシティ映画批評家協会賞       | 2009年 | オリジナル脚本賞                    | 『イングロリアス・バスターズ』                   | 受賞       |
| ロンドン映画批評家協会賞             | 1993年 | 新人賞                              | 『レザボア・ドッグス』 『トゥルー・ロマンス』    | 受賞       |
| ロンドン映画批評家協会賞             | 1994年 | 脚本賞                              | 『パルプ・フィクション』                         | 受賞       |
| ロンドン映画批評家協会賞             | 2009年 | ディリス・パウエル賞                | -                                                | 受賞       |
| ナショナル・ボード・オブ・レビュー賞 | 1994年 | 作品賞                              | 『パルプ・フィクション』                         | 受賞       |
| ナショナル・ボード・オブ・レビュー賞 | 1994年 | 監督賞                              | 『パルプ・フィクション』                         | 受賞       |
| ナショナル・ボード・オブ・レビュー賞 | 2015年 | オリジナル脚本賞                    | 『ヘイトフル・エイト』                           | 受賞       |
| ナショナル・ボード・オブ・レビュー賞 | 2019年 | 監督賞                              | 『ワンス・アポン・ア・タイム・イン・ハリウッド』 | 受賞       |
| インディペンデント・スピリット賞     | 1992年 | 監督賞                              | 『レザボア・ドッグス』                           | ノミネート |
| インディペンデント・スピリット賞     | 1992年 | 新人作品賞                          | 『レザボア・ドッグス』                           | ノミネート |
| インディペンデント・スピリット賞     | 1994年 | 作品賞                              | 『パルプ・フィクション』                         | 受賞       |
| インディペンデント・スピリット賞     | 1994年 | 監督賞                              | 『パルプ・フィクション』                         | 受賞       |
| インディペンデント・スピリット賞     | 1994年 | 脚本賞                              | 『パルプ・フィクション』                         | 受賞       |
| ヨーロッパ映画賞                     | 2003年 | 非ヨーロッパ映画賞                  | 『キル・ビル』                                   | ノミネート |
| セザール賞                           | 1995年 | 外国映画賞                          | 『パルプ・フィクション』                         | ノミネート |
| セザール賞                           | 2011年 | 名誉賞                              | -                                                | 受賞       |
| セザール賞                           | 2014年 | 外国映画賞                          | 『ジャンゴ 繋がれざる者』                        | ノミネート |
| セザール賞                           | 2020年 | 外国映画賞                          | 『ワンス・アポン・ア・タイム・イン・ハリウッド』 | ノミネート |
| ダヴィッド・ディ・ドナテッロ賞       | 1995年 | 外国映画賞                          | 『パルプ・フィクション』                         | 受賞       |
| ダヴィッド・ディ・ドナテッロ賞       | 2010年 | 外国映画賞                          | 『イングロリアス・バスターズ』                   | 受賞       |
| ダヴィッド・ディ・ドナテッロ賞       | 2013年 | 外国映画賞                          | 『ジャンゴ 繋がれざる者』                        | 受賞       |
| キネマ旬報ベスト・テン               | 1994年 | 外国映画監督賞                      | 『パルプ・フィクション』                         | 受賞       |
| ブルーリボン賞                       | 1994年 | 外国作品賞                          | 『パルプ・フィクション』                         | 受賞       |
| サンディエゴ映画批評家協会賞         | 2009年 | 作品賞                              | 『イングロリアス・バスターズ』                   | 受賞       |
| サンディエゴ映画批評家協会賞         | 2009年 | 監督賞                              | 『イングロリアス・バスターズ』                   | 受賞       |
| サンディエゴ映画批評家協会賞         | 2009年 | 脚本賞                              | 『イングロリアス・バスターズ』                   | 受賞       |
| トロント映画批評家協会賞             | 2009年 | 作品賞                              | 『イングロリアス・バスターズ』                   | 受賞       |
| トロント映画批評家協会賞             | 2009年 | 脚本賞                              | 『イングロリアス・バスターズ』                   | 受賞       |
| サンフランシスコ映画批評家協会賞     | 2009年 | オリジナル脚本賞                    | 『イングロリアス・バスターズ』                   | 受賞       |
| ワシントンD.C.映画批評家協会賞       | 2009年 | オリジナル脚本賞                    | 『イングロリアス・バスターズ』                   | 受賞       |
| オンライン映画批評家協会賞           | 2009年 | オリジナル脚本賞                    | 『イングロリアス・バスターズ』                   | 受賞       |
| ニューヨーク映画批評家オンライン賞   | 2009年 | 脚本賞                              | 『イングロリアス・バスターズ』                   | 受賞       |
| ナストロ・ダルジェント賞             | 2010年 | 非ヨーロッパ映画賞                  | 『イングロリアス・バスターズ』                   | 受賞       |

## 書籍
- タランティーノ・バイ・タランティーノ（ジェイミー・バーナード著、島田陽子訳、ロッキング・オン1995年11月）ISBN 978-4947599360
- クエンティン・タランティーノの肖像（ポール・A・ウッズ著、古田智佳子訳、シンコーミュージック1998年12月）ISBN 978-4401615780
- フィルムメーカーズ（3）クエンティン・タランティーノ（キネマ旬報社ムック 2000年10月）ISBN 978-4873765457
- クエンティン・タランティーノ 映画に魂を売った男（イアン・ネイサン著、吉田俊太郎訳、フィルムアート社 2020年6月)ISBN 978-4845919185

著作
- その昔、ハリウッドで（田口俊樹訳、文藝春秋、2023年5月）

## CM
- PerfecTV!（1997年）
- 関西デジタルホン（現・ソフトバンク）にて、千葉真一と共演。「シャベリタランティーノ」というダジャレコピーがキャッチフレーズで、いかなる状況においても延々と電話でしゃべり続ける男を演じた。
- ソフトバンクモバイルの白戸家シリーズCMに出演（2009年11月10日以降）、数度のブランド変更を経てのCM復帰となった。

## 論争
- ハーヴェイ・ワインスタインがセクハラ行為を告発された後、彼のセクハラ行為を黙認していたことを明らかにした[53]。
- 『キル・ビル』撮影時にユマ・サーマンにスタントなしで悪路の運転を強制した結果衝突事故が起こり、サーマンは15年を経ても痛みが残るけがをした[54][55]。
- 2003年にハワード・スターンがラジオパーソナリティを務めるラジオ番組『ハワード・スターン・ショー（英語版）』にてロマン・ポランスキーの13歳の少女に対するレイプについて、「彼女が望んでいたこと」などとポランスキーを擁護する発言をした。この発言が2018年にウェブサイトに取り上げられたあと批判が殺到し[56]、タランティーノは被害者に謝罪したうえで自身が間違っていたと認める声明を発表した[57]。

## 関連文献
- tarantinoboard.com :: Quentin Tarantino Movie Forums
- "Everything Tarantino" All about and around Tarantino
- The Unbearable Lightness of Being Cool: Appropriation and Prospects of Subversion in the Works of Quentin Tarantino
- Quentin Tarantino and Robert Rodriguez discuss their double feature, "Grindhouse" on Charlie Rose April 5, 2007
- FilmFocus Interview